# اتا تلمبه
اتا تلمبه یک ستاره است که در صورت فلکی تلمبه قرار دارد.